# Youssouf Koné
Youssouf Koné (Bamako, 5 de julio de 1995) es un futbolista maliense que juega de defensa en el JS Kabylie del Championnat National de Première Division. Es internacional con la selección de fútbol de Malí.

## Trayectoria
Comenzó su carrera deportiva en el Lille O. S. C., con el que debutó el 2 de marzo de 2014, en un partido de la Ligue 1 frente al A. C. Ajaccio.
Durante la temporada 2017-18 estuvo cedido en el Stade de Reims, en la Ligue 2, regresando a final de temporada al Lille.

### Olympique de Lyon
Tras jugar la temporada 2018-19 con el Lille, fichó por el Olympique de Lyon.
Después de un año en Lyon, se marchó cedido al Elche C. F., club recién ascendido a la Primera División de España. El 1 de febrero de 2021 el club ilicitano rompió el contrato de cesión y se marchó cedido hasta el final de temporada al Hatayspor de la Superliga de Turquía.
Tras ese año en el extranjero, en el curso 2021-22 regresó al fútbol francés para jugar en el E. S. Troyes A. C. De cara al siguiente fue prestado al A. C. Ajaccio. Después de esta última cesión, en agosto de 2023, llegó a un acuerdo para rescindir su contrato y fichó por el RWDM.

### Argelia
Después de su paso por el fútbol europeo, el 9 de septiembre de 2024 se unió al JS Kabylie argelino con un contrato de un año más otro opcional.

## Selección nacional
Fue internacional sub-20 con la selección de fútbol de Malí, antes de convertirse en internacional absoluto el 6 de septiembre de 2016, en un partido de clasificación para la Copa Africana de Naciones de 2017 frente a la selección de fútbol de Benín.
Con la selección sub-20 quedó tercero en la Copa Mundial de Fútbol Sub-20 de 2015.

## Clubes
| Club                        | País    | Año       |
| --------------------------- | ------- | --------- |
| Lille O. S. C.              | Francia | 2014-2019 |
| Stade de Reims (cedido)     | Francia | 2017-2018 |
| Olympique de Lyon           | Francia | 2019-2023 |
| Elche C. F. (cedido)        | España  | 2020-2021 |
| Hatayspor (cedido)          | Turquía | 2021      |
| E. S. Troyes A. C. (cedido) | Francia | 2021-2022 |
| A. C. Ajaccio (cedido)      | Francia | 2022-2023 |
| RWDM                        | Bélgica | 2023-2024 |
| JS Kabylie                  | Argelia | 2024-     |